# Heinolan kirkonkylä
Heinolan kirkonkylä (en français : village de l'église d'Heinola) est le quartier XXV de la municipalité d'Heinola en Finlande.

## Présentation
Le quartier est formé de l'ancienne commune rurale d'Heinola et d'une agglomération qui ont fusionné avec Heinola en 1997.